# 安德魯·麥卡比
安德魯·麥卡比（Andrew George McCabe；1968年3月18日—）是美國的一位法官。2017年5月9日，因詹姆斯·科米被解除FBI局長職務，美國總統唐納·川普任命安德魯·麥卡比為FBI代理局長至8月2日。他曾就讀於杜克大學。
麥卡比的太太是民主黨員，曾在2015年參加角逐維珍尼亞州參議員卻最終落敗。麥卡比太太被指於2016年時收受過希拉里盟友、時任維珍尼亞州州長泰瑞·麥考夫的政治捐獻。唐納·川普因此指控麥卡在希拉里邮件门調查上不公。而以往在總統選舉一向投給共和黨參選人的麥卡比，在2016年美國總統選舉中沒有投票。
2018年1月29日，麥卡比離任聯邦調查局副局長一職，他在離任後開始放有薪假期並原定於2018年3月18日退休，卻在3月16日被司法部長傑夫·賽辛斯開除。麥卡比將無法獲得退休金。麥卡比被革職後，唐納·川普在Twitter上稱是「FBI所有勤奮員工的好日子」、「是民主的好日子」。

## 外部連結報案中心
- C-SPAN內的頁面（英文）